# Anna Turbau
Anna Turbau   (Barcelona, 27 de març de 1949 - 19 de març de 2025) fou una fotoperiodista catalana.

## Biografia
Va estudiar disseny gràfic a l'Escola Massana i després a l'Escola Elisava, on es va interessar per la fotografia. Després de fotografiar el barri del Raval de Barcelona del 1975, en unes imatges que mostren la pobresa i marginació que el franquisme volia amagar, va decidir aparcar el disseny i centrar-se en la fotografia. El 1976 va anar a Galícia a viure, on va documentar les lluites socials. Les seves imatges van mostrar la realitat dels pobles petits i oblidats en el temps, la seva arquitectura, la seva gent i el paper de les dones a la societat rural. Va treballar per revistes com Interviú, Primera Plana i Actual.
També va fer diverses exposicions com Galicia 1975-1979. A intimidade da imaxe, el 2018 al Palacio Municipal de Exposiciones de La Corunya, i el 2019 a Pontevedra. També va fer l'exposició ''Documentalismo fotográfico en los 70'' el 2014 al Jardí Botànic de Madrid, juntament amb Cristina García Rodero, Cristóbal Hara, Fernando Herráez, Koldo Chamorro i Ramón Zabalza. El seu estil fotogràfic s'ha comparat al de Pilar Aymerich o Manel Armengol.
Va publicar el llibre ''Anna Turbau. Galicia, 1975-1979'', editat pel Consello da Cultura Galega, que acompanya l'exposició del mateix nom amb una selecció dels 10.000 negatius d'aquesta època.